# Jaroslavlstationen

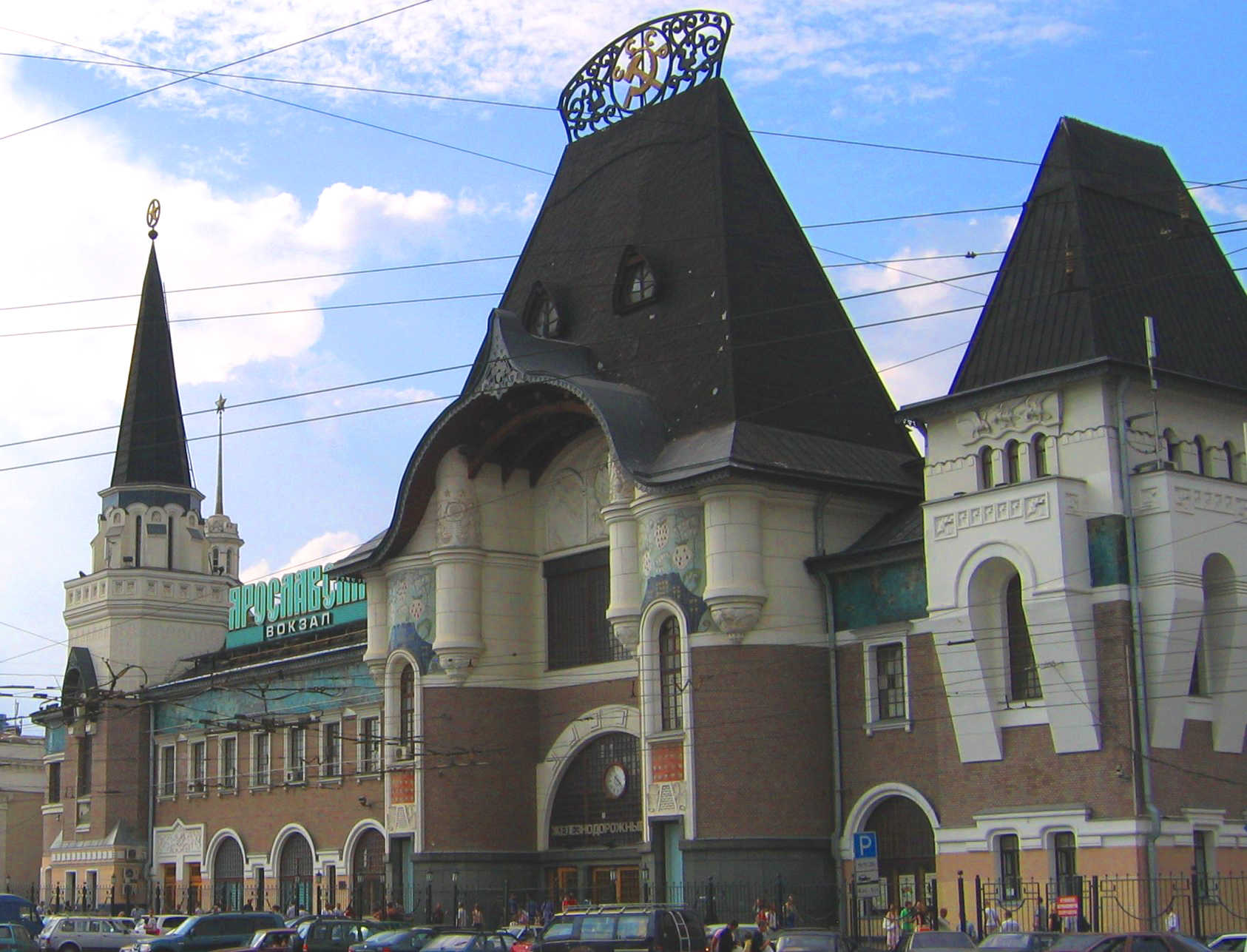
Jaroslavskij-stationen

Jaroslavlstationen, eller Jaroslavskijstationen (Ryska: Яросла́вский вокза́л, Jaroslavskij vokzal) är en av de nio stora järnvägsstationerna i Moskva. Härifrån utgår Transsibiriska järnvägen.
Jaroslavlstationen är den station som har störst passagerargenomströmning i Moskva. Från stationen går tågtrafik österut, ända mot ryska fjärran östern. Transsibiriska järnvägen, världens längsta järnväg, utgår från stationen. Stationen har fått sitt namn från den urgamla staden Jaroslavl, den första stora staden längs linjen österut, omkring 28 mil nordost från Moskva.
Jaroslavskij ligger vid Komsomolskajatorget, där även de två järnvägsstationerna Leningradskij och Kazanskij och ligger, liksom tunnelbanestationen Komsomolskaja-Koltsevaja. 